# OGRE 3D
OGRE (Object-Oriented Graphics Rendering Engine) è un motore di rendering 3D, flessibile, orientato alla scena.
Il motore è software libero, sotto la licenza MIT ed ha una comunità di utilizzatori molto attiva. È stato usato in alcuni videogiochi commerciali. È stato il Progetto del mese marzo 2005 per Sourceforge.

## Informazioni generali
Come dice il suo nome, OGRE è "solo" un motore di rendering. Come tale, il suo scopo principale è quello di fornire soluzioni generali per il rendering grafico. Nonostante questo ci sono alcune strutture come vettori e matrici, gestione della memoria che hanno solo lo scopo di aiuto. Chi cerca una soluzione "tutto in uno" per sviluppare un videogioco o una simulazione deve fare attenzione, poiché per esempio non fornisce supporto per l'audio e per la fisica.
In generale, si pensa che questo sia il maggiore svantaggio per OGRE, ma può essere anche visto come una caratteristica del motore. La scelta di OGRE di essere solo un motore grafico lascia agli sviluppatori la libertà di usare le librerie che desiderano per l'audio, la fisica, gli input...
Attualmente OGRE è distribuito sotto la licenza MIT.

## Caratteristiche
OGRE ha una struttura orientata agli oggetti con un'architettura a plugin che consente l'aggiunta di caratteristiche.
OGRE è un motore basato su scene, con il supporto di vari Scene Managers, come Octree, BSP.
OGRE è completamente multipiattaforma, con il supporto delle DirectX e OpenGL. Al momento esistono dei binari precompilati per Linux, macOS, e tutte le maggiori versioni di Windows.
OGRE supporta anche shaders personalizzati sia con vertex che con fragment program, scritti in GLSL, HLSL, Cg e asm.
Il landscape scene manager (per gli ambienti esterni) ha il supporto per il LOD progressivo (Progressive LOD), che può essere creato automaticamente o manualmente.
Il motore di animazione ha il pieno supporto per l'Hardware Weighted Multiple Bone Skinning, che può essere impostato attraverso delle pose per il Full Pose Mixing.
OGRE ha anche un compositing manager con un linguaggio di scripting e postprocessing a schermo intero per effetti come HDR, blooming, saturazione, luminosità, sfumatura e rumore. Un sistema di particelle (particle system) con rendering estensibile ed effetti personalizzabili.
Le librerie provvedono anche debugging della memoria ed il caricamento delle risorse dagli archivi.
Ci sono esportatori di contenuto per la maggior parte dei software di modellazione 3D inclusi 3D Studio Max, Maya, Blender, LightWave, Milkshape, SketchUp e altri.
Un resoconto completo delle funzioni può essere trovato qui.

## Progetti che usano Ogre

### Commerciali
- Ankh
- Ankh: Heart of Osiris
- Pacific storm
- Torchlight